# 白雪石
白雪石（1915年6月—2011年4月22日），原名白增锐，斋名何须斋，北京人，中华人民共和国画家，第十一届全国政协委员。

## 生平
担任清华大学美术学院咨询委员会委员。2008年，当选第十一届全国政协委员，代表文化艺术界，分入第二十七组。